# Percichthys trucha
La perca trucha (Percichthys trucha) es una especie de pez de la familia de las Percichthyidae.
Es nativa en agua dulce de Chile y de Argentina; y se adapta al agua salada.

## Nombre común
Otros nombres son Perca chilena, trucha chilena trucha criolla de boca chica, trucha criolla, perca criolla, perca de boca chica o lipüng (en mapudungun).

## Descripción
Tiene cuerpo oblongo, alargado, cabeza y boca pequeña con mandíbula incluida; maxilar pequeño, con dientes en bandas. Aleta dorsal con una porción espinosa y otra blanda, separadas por una escotadura. Aleta anal opuesta a la dorsal. Opérculo espinado. Su proceso escapular es poco desarrollado.
El color de esta especie es similar a Percichthys melanops: dorso de cabeza violáceo pardo y dorso del cuerpo oliváceo a verde grisáceo o hasta azul pizarra; su vientre violáceo pálido. Opérculo rojizo. Escamas con manchas castañas oscuras. Aleta caudal amarillo violáceo y manchas oscuras.

## Amenazas actuales y potenciales
Está en riesgo de extinción por predación por parte de especies introducidas, destrucción del hábitat contaminación industrial y orgánica y fragmentación por canalización y centrales hidroeléctricas.